# Dani Rowe
Danielle "Dani" Rowe MBE (nascida King; Hamble, 21 de novembro de 1990) é uma ciclista britânica, especialista em perseguição. Várias vezes campeã do mundo, ganhou uma medalha de ouro nos Jogos Olímpicos de Londres, em 2012.